# María de León Bello y Delgado
María de León y Delgado (n. 23 martie 1643, El Sauzal, Tenerife, Spania - d. 15 februarie 1731, San Cristóbal de La Laguna, Tenerife) a fost o călugăriță catolică spaniolă și mistică din Ordinul Dominican, cunoscută sub numele de La Siervita și Sor María de Jesús, acest ultim nume fiind primit atunci când a fost călugărită.
Viața sa monahală a fost austeră, simplă și considerată a fi plină de minuni. S-a pretins că ea avea puteri miraculoase, precum primirea stigmatelor, extazul, levitația, hipertermia, clarviziunea și bilocalizarea. Faima sa de sfântă datează încă din timpul vieții sale. Trupul său a fost găsit neputrezit la trei ani după moartea sa; în prezent, în ziua de 15 februarie a fiecărui an, trupul ei este expus în fața credincioșilor și mii de oameni vin să se închine la Mănăstirea Ecaterina de Siena din San Cristóbal de La Laguna. Există mii de oameni care pretind că au fost vindecați prin mijlocirea acestei călugărițe. Astăzi Biserica Catolică analizează cererea de beatificare a călugăriței María de León Bello y Delgado.